# ۸۷۶ (میلادی)
۸۷۶ (میلادی) هشتصد و هفتاد و ششمین سال تقویم میلادی است.

## درگذشتگان
‎